# انیمال کراسینگ (بازی ویدئویی)
«انیمال کراسینگ» (انگلیسی: Animal Crossing) یک بازی ویدئویی در سبک بازی شبیه‌سازی زندگی است که توسط نینتندو و در سال ۲۰۰۱ و در پلت‌فرم‌های نینتندو ۶۴ و گیم‌کیوب منتشر شده‌است.